# Eburophora
Eburophora é um gênero de coleópteros da tribo Deilini (Cerambycinae), na qual compreende apenas duas espécies distribuídas apenas na Austrália.

## Sistemática
- Ordem Coleoptera
  - Subordem Polyphaga
    - Infraordem Cucujiformia
      - Superfamília Chrysomeloidea
        - Família Cerambycidae
          - Subfamília Cerambycinae
            - Tribo Deilini
              - Gênero Eburophora
                - Eburophora eburata (Pascoe, 1865)
                - Eburophora octoguttata (White, 1855)